# Agresja podprogowa
Agresja podprogowa – działania wojenne, których rozmach i skala są celowo ograniczane i utrzymywane przez agresora na poziomie poniżej dającego się w miarę jednoznacznie zidentyfikować progu regularnej, otwartej wojny. Celem agresji podprogowej, jest osiąganie przyjętych celów z jednoczesnym powodowaniem trudności w uzyskaniu konsensu decyzyjnego w międzynarodowych organizacjach bezpieczeństwa.
Do działań z zakresu agresji podprogowej zalicza się presję pozamilitarną i polityczno-militarną – w tym wojnę informacyjną i manewry wojskowe; agresję pozamilitarną – w tym cyberagresję i agresję energetyczną; a także ograniczoną, skrytą agresję militarną – w tym, dywersję, zatrzymywanie statków, selektywne ataki rakietowe itp.